# Linares de la Sierra
Linares de la Sierra è un comune spagnolo di 290 abitanti situato nella comunità autonoma dell'Andalusia.

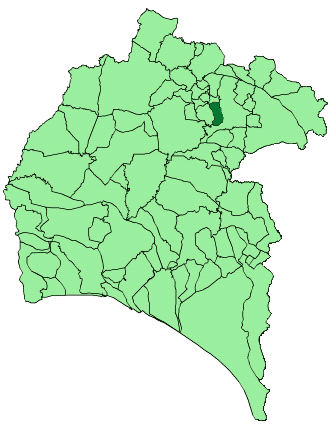
Mappa del comune nella provincia